# Cescau (Ariège)
Cescau è un comune francese di 147 abitanti situato nel dipartimento dell'Ariège nella regione dell'Occitania.

## Società

### Evoluzione demografica
Abitanti censiti